# Поузданост
Поузданост је особина мерног инструмента (теста, упитника, скале, апарата) и самог поступка мерења која у одређеном степену обезбеђује доследност мерења, тј. осигурава да у поновљеним мерењима истим инструментом на истом узорку појава добијемо исте или врло сличне резултате. Најчешће технике ове процене или мерења поузданости су: тест – ретест метода, метода паралелних форми и сл. Утврђени степен поузданости изражава се коефицијентом поузданости. Треба разликовати поузданост инструмента од поузданости мерења.